# Seven Seals
Seven Seals šesti je studijski album njemačkog power metal sastava Primal Fear. Album je objavljen 15. listopada 2005. godine, a objavila ga je diskografska kuća Nuclear Blast.

## Popis pjesama
| 1.    | »Demons and Angels«                     | 5:32 |
| 2.    | »Rollercoaster«                         | 4:28 |
| 3.    | »Seven Seals«                           | 3:54 |
| 4.    | »Evil Spell«                            | 4:32 |
| 5.    | »The Immortal Ones«                     | 4:19 |
| 6.    | »Diabolus«                              | 7:54 |
| 7.    | »All for One«                           | 7:53 |
| 8.    | »Carniwar«                              | 3:17 |
| 9.    | »A Question of Honour« (obrada Sinnera) | 7:26 |
| 10.   | »In Memory«                             | 5:07 |
| 54:22 |                                         |      |

## Zasluge
Primal Fear
- Ralf Scheepers – vokali
- Stefan Leibing – gitara, klavijature
- Tom Naumann – gitara
- Mat Sinner – bas-gitara, prateći vokali, produciranje
- Randy Black – bubnjevi

Dodatni glazbenici
- Matthias Ulmer	– klavijature

Ostalo osoblje
- Charlie Bauerfeind – produciranje, inženjer zvuka
- Mike Cashin – dodatno miksanje
- Nikolai Wurk – dodatni inženjer zvuka
- Mike Fraser – miksanje
- Achim "Akeem" Köhler – mastering
- Paul Silveira – dodatni inženjer zvuka
- Katja Piolka – fotografija, dizajn
- Martin Häusler – omot albuma